# Melins
Els melins (Melinae) són una subfamília de carnívors de la família dels mustèlids. Probablement sorgiren a Àsia, però actualment tenen una distribució que s'estén des de la península Ibèrica a l'oest fins al Japó a l'est. Alguns representants extints, com ara Ferinestrix i Arctomeles, també vivien a Nord-amèrica. No se sap gaire cosa sobre les vocalitzacions d'aquest grup.